# Odessa Zachodnia
Odessa Zachodnia (ukr. Одеса-Західна) – stacja kolejowa w miejscowości Odessa, w obwodzie odeskim, na Ukrainie.